# فالتر كوخ (جراخ)
فالتر كوش (17 يوليو 1867 في كونيغسبرغ- 24 مارس 1928 في برلين) هو جراح ألماني، شارك في التحسينات التي أُجرَت على عملية استئصال البنكرياس والاثني عشري.